# Vergleichsspannung

Vergleichsspannung

Tresca- und Mises-Festigkeitskriterium im Spannungsraum

Die Vergleichsspannung ist ein Begriff aus der Festigkeitslehre. Dieser bezeichnet eine fiktive einachsige Spannung, die aufgrund eines bestimmten werkstoffmechanischen bzw. mathematischen Kriteriums eine hypothetisch gleichwertige Materialbeanspruchung darstellt wie ein realer, mehrachsiger Spannungszustand.
Anhand der Vergleichsspannung kann der wirkliche, im Allgemeinen dreidimensionale Spannungszustand im Bauteil in der Festigkeits- oder in der  Fließbedingung mit den Kennwerten aus dem einachsigen Zugversuch (Material-Kennwerte, z. B. Streckgrenze oder Zugfestigkeit) verglichen werden.

## Grundlagen
Zur vollständigen Beschreibung des Spannungszustandes in einem Bauteil ist im Allgemeinen die Angabe des Spannungstensors (symmetrischer Tensor 2. Stufe) notwendig. Dieser enthält im allgemeinen Fall (Kräfte- und Momentengleichgewicht) sechs verschiedene Spannungswerte (da einander zugeordnete Schubspannungen gleich sind). Durch die Transformation des
Spannungstensors in ein ausgezeichnetes Koordinatensystem (das Hauptachsensystem) werden die Schubspannungen zu Null und drei ausgezeichnete (Normal)Spannungen (die Hauptspannungen) beschreiben den Beanspruchungszustand des Systems äquivalent.
Die Elemente des Vektors der Hauptspannungen bzw. des Spannungstensors können nun in einen Skalar überführt
werden, der zwei Bedingungen genügen soll:
- zum einen soll er den Spannungszustand möglichst umfassend beschreiben (Äquivalenz kann hier nicht mehr erreicht werden: es treten immer Informationsverluste beim Übergang vom Vektor der Hauptspannungen zur Vergleichsspannung auf)
- zum anderen soll er auf jeden Fall eine versagensrelevante Information darstellen.

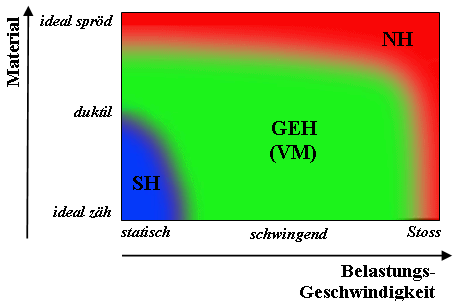
Anwendungsbereiche von Festigkeitshypothesen. SH: Schubspannungshypothese, GEH: Gestaltänderungshypothese, NH: Normalspannungshypothese.

Die Rechenvorschrift zur Bildung dieser skalaren Vergleichsspannung bezeichnet man als Vergleichspannungshypothese bzw. als Versagensregel. Im Rahmen einer Tragfähigkeitsanalyse vergleicht man die Vergleichsspannung mit zulässigen Spannungen. Durch die Wahl der Hypothese enthält sie implizit den Versagensmechanismus und ist damit ein Wert, der die Gefährdung des Bauteils unter der gegebenen Beanspruchung ausdrückt. Die Wahl der jeweiligen Vergleichspannungshypothese hängt also immer vom Festigkeitsverhalten des nachzuweisenden Materials sowie vom Lastfall (statisch, schwingend, Stoß) ab.
Es gibt eine ganze Anzahl von Hypothesen zur Berechnung der Vergleichsspannung. Sie werden in der Technischen Mechanik häufig unter dem Begriff Festigkeitshypothesen zusammengefasst. Die Anwendung hängt vom Materialverhalten und teilweise auch vom Anwendungsgebiet (wenn etwa eine Norm die Anwendung einer bestimmten Hypothese fordert) ab.
Am häufigsten wird im Maschinenbau und im Bauwesen die Gestaltänderungsenergiehypothese nach von Mises angewendet. Außer den hier genannten gibt es noch weitere Hypothesen.

## Gestaltänderungshypothese (von Mises)

Mithilfe der Mohr’schen Spannungskreisen kann man grafisch die Mises-Vergleichspannung bestimmen

Nach der Gestaltänderungshypothese, auch Gestaltänderungsenergiehypothese (kurz: GEH) oder Mises-Vergleichsspannung nach Richard von Mises benannt, tritt Versagen des Bauteils dann auf, wenn die Gestaltänderungsenergie einen Grenzwert überschreitet (s. auch Verzerrungen bzw. Deformation). Verwendet wird diese Hypothese für zähe Werkstoffe (z. B. Stahl) unter ruhender und wechselnder Beanspruchung.
Die Mises-Vergleichsspannung wird im Maschinenbau und im Bauwesen am häufigsten eingesetzt - für die meisten gängigen Materialien (nicht allzu spröde) unter normaler Belastung (wechselnd, nicht stoßartig) ist die GEH einsetzbar.
Wichtige Anwendungsgebiete sind die Berechnungen von Wellen, die sowohl auf Biegung als auch auf Torsion beansprucht werden, sowie der Stahlbau. Die GEH ist so konstruiert, dass sich bei hydrostatischen Spannungszuständen (gleich große Spannungen in allen drei Raumrichtungen) eine Vergleichsspannung von Null ergibt, da plastisches Fließen von Metallen isochor ist und selbst extreme hydrostatische Drücke keinen Einfluss auf den Fließbeginn haben (Experimente von Bridgman).
Beschreibung im allgemeinen Spannungszustand:
{\displaystyle \sigma _{v,M}={\sqrt {\sigma _{x}^{2}+\sigma _{y}^{2}+\sigma _{z}^{2}-\sigma _{x}\sigma _{y}-\sigma _{x}\sigma _{z}-\sigma _{y}\sigma _{z}+3(\tau _{xy}^{2}+\tau _{xz}^{2}+\tau _{yz}^{2})}}}
andere Schreibweise:
{\displaystyle \sigma _{v,M}={\sqrt {{\frac {1}{2}}{\big [}{\left({\sigma _{x}-\sigma _{y}}\right)^{2}+\left({\sigma _{y}-\sigma _{z}}\right)^{2}+\left({\sigma _{z}-\sigma _{x}}\right)^{2}}+6\left({\tau _{xy}^{2}+\tau _{yz}^{2}+\tau _{xz}^{2}}\right){\big ]}}}}
Beschreibung im Hauptspannungszustand:
{\displaystyle \sigma _{v,M}={\sqrt {{\frac {1}{2}}{\big [}(\sigma _{I}-\sigma _{II})^{2}+(\sigma _{II}-\sigma _{III})^{2}+(\sigma _{III}-\sigma _{I})^{2}{\big ]}}}}
{\displaystyle \sigma _{I}}, {\displaystyle \sigma _{II}} und {\displaystyle \sigma _{III}} sind die Hauptspannungen.
Beschreibung im ebenen Spannungszustand:
{\displaystyle \sigma _{v,M}={\sqrt {\sigma _{x}^{2}+\sigma _{y}^{2}-\sigma _{x}\sigma _{y}+3\tau _{xy}^{2}}}}
Beschreibung im ebenen Verzerrungszustand mit:
{\displaystyle \sigma _{z}=\nu (\sigma _{x}+\sigma _{y})}
{\displaystyle \sigma _{v,M}={\sqrt {(\sigma _{x}^{2}+\sigma _{y}^{2})(\nu ^{2}-\nu +1)+\sigma _{x}\sigma _{y}(2\nu ^{2}-2\nu -1)+3\tau _{xy}^{2}}}}
Beschreibung in Invariantendarstellung:
{\displaystyle \sigma _{v,M}={\sqrt {3I_{2}^{'}}}}
wobei {\displaystyle I_{2}^{'}} die zweite Invariante des Spannungsdeviators {\displaystyle s_{ij}} ist:
{\displaystyle I_{2}^{'}={\frac {1}{2}}s_{ij}s_{ij}}
Die Gestaltänderungshypothese stellt einen Spezialfall des Drucker-Prager-Fließkriteriums dar, bei dem die Grenzspannungen für Druck {\displaystyle \sigma _{c}} und Zug {\displaystyle \sigma _{t}} gleich groß sind.

## Schubspannungshypothese (Tresca, Coulomb, Saint-Venant, Guest)
Es wird davon ausgegangen, dass für das Versagen des Werkstoffes die größte Hauptspannungsdifferenz verantwortlich ist (Bezeichnung in einigen FE-Programmen: {\displaystyle \sigma _{\mathrm {int} }} Intensität). Diese Hauptspannungsdifferenz entspricht dem doppelten Wert der maximalen Schubspannung {\displaystyle \tau _{\max }} – dadurch wird sie bei zähem Material unter statischer Belastung, welches durch Fließen (Gleitbruch) versagt, angewandt.
Im Mohr’schen Spannungskreis ist die kritische Größe der Durchmesser des größten Kreises.
Die Schubspannungshypothese findet aber auch im Maschinenbau ganz allgemein Anwendung, da der Formelapparat im Vergleich zur GEH einfacher zu handhaben ist und man mit ihr im Vergleich zu Von Mises (GEH) auf der sicheren Seite liegt (es kommen im Zweifelsfall etwas größere Werte für die Vergleichsspannung und damit auch etwas mehr Sicherheitsreserven heraus).
{\displaystyle \sigma _{v,T}=2\tau _{\max }}
Räumlicher Spannungszustand:
{\displaystyle \sigma _{v,T}=\max(\vert \sigma _{I}-\sigma _{II}\vert ;\vert \sigma _{II}-\sigma _{III}\vert ;\vert \sigma _{III}-\sigma _{I}\vert )}
{\displaystyle \sigma _{I}}, {\displaystyle \sigma _{II}} und {\displaystyle \sigma _{III}} sind die Hauptspannungen.
Ebener Spannungszustand (vorausgesetzt {\displaystyle \sigma _{x}} und {\displaystyle \sigma _{y}} haben unterschiedliche Vorzeichen):
{\displaystyle \sigma _{v,T}={\sqrt {(\sigma _{x}-\sigma _{y})^{2}+4\tau _{xy}^{2}}}}

## Hauptnormalspannungshypothese (Rankine)
Es wird davon ausgegangen, dass das Bauteil aufgrund der größten Normalspannung versagt. Im Mohr'schen Spannungskreis ist der kritische Punkt die maximale Hauptspannung. Die Hypothese wird angewendet für Werkstoffe, welche mit Trennbruch, ohne Fließen, versagen:
- spröde Werkstoffe (z. B. Grauguss oder Schweißnähte) bei vorwiegend ruhender Zugbeanspruchung
- spröde und zähe Materialien bei stoßartiger Belastung.

Räumlicher Spannungszustand:
{\displaystyle \sigma _{v,R}=\sigma _{I}}
für
{\displaystyle \sigma _{I}\geq 0\quad \&\quad \sigma _{I}\geq \vert \sigma _{III}\vert }
ansonsten
{\displaystyle \sigma _{v,R}=\vert \sigma _{III}\vert =-\sigma _{III}}
für
{\displaystyle \sigma _{III}<0}
Ebener Spannungszustand:
{\displaystyle \sigma _{v,R}={\frac {(\sigma _{x}+\sigma _{y})+{\sqrt {(\sigma _{x}-\sigma _{y})^{2}+4\tau _{xy}^{2}}}}{2}}}

## Quadratisches rotationssymmetrisches Kriterium (Burzyński-Yagn)
Mit dem Ansatz
{\displaystyle 3I_{2}'={\frac {\sigma _{\mathrm {eq} }-\gamma _{1}I_{1}}{1-\gamma _{1}}}{\frac {\sigma _{\mathrm {eq} }-\gamma _{2}I_{1}}{1-\gamma _{2}}},\qquad \gamma _{1}\in {[0,1[}}
folgen die Kriterien:
- Konus von Drucker-Prager (Mirolyubov) mit {\displaystyle \gamma _{1}=\gamma _{2}\in {]0,1[}},
- Paraboloid von Balandin (Burzyński-Torre) mit {\displaystyle \gamma _{1}\in {]0,1[},\gamma _{2}=0},
- Ellipsoid von Beltrami mit {\displaystyle \gamma _{1}=-\gamma _{2}\in {]0,1[}},
- Ellipsoid von Schleicher mit {\displaystyle \gamma _{1}\in {]0,1[},\gamma _{2}<0},
- Hyperboloid von Burzyński-Yagn mit {\displaystyle \gamma _{1}\in {]0,1[},\gamma _{2}\in {]0,\gamma _{1}[}},
- einschaliges Hyperboloid.
Die quadratischen Kriterien lassen sich explizit nach
{\displaystyle \sigma _{\mathrm {eq} }} auflösen, was ihren praktischen Einsatz förderte.
Die Querkontraktionszahl bei Zug lässt sich mit
{\displaystyle \nu _{+}^{\mathrm {pl} }={\frac {-1+2(\gamma _{1}+\gamma _{2})-3\gamma _{1}\gamma _{2}}{-2+\gamma _{1}+\gamma _{2}}}}
berechnen. Die Anwendung von rotationssymmetrischen Kriterien für sprödes Versagen
{\displaystyle \nu _{+}^{\mathrm {pl} }\in {]-1,\nu _{+}^{\mathrm {el} }]}}
wurde nicht genügend untersucht.

## Kombiniertes rotationssymmetrisches Kriterium (Huber)
Das Kriterium von Huber besteht aus dem Ellipsoid von Beltrami
{\displaystyle 3I_{2}'={\frac {\sigma _{eq}-\gamma _{1}I_{1}}{1-\gamma _{1}}}{\frac {\sigma _{eq}+\gamma _{1}I_{1}}{1+\gamma _{1}}}} für {\displaystyle I_{1}>0}
und einem zu ihm im Schnitt {\displaystyle I_{1}=0} gekoppelten Zylinder
{\displaystyle 3I_{2}'={\frac {\sigma _{eq}}{1-\gamma _{1}}}{\frac {\sigma _{eq}}{1+\gamma _{1}}}} für {\displaystyle I_{1}\leq 0}
mit dem Parameter {\displaystyle \gamma _{1}\in {[0,1[}}.
Der Übergang im Schnitt {\displaystyle I_{1}=0} ist stetig-differenzierbar.
Die Querkontraktionszahlen bei Zug und Druck ergeben sich zu
{\displaystyle \nu _{+}^{pl}={\frac {1}{2}}(1-3\gamma _{1}^{2})}
{\displaystyle \nu _{-}^{pl}={\frac {1}{2}}}
Das Kriterium wurde 1904 entwickelt. Es setzte sich jedoch zunächst nicht durch, da es von mehreren
Wissenschaftler als unstetiges Modell verstanden wurde.

## Unified Strength Theory (Mao-Hong Yu)
Die Unified Strength Theory (UST) besteht aus zwei sechseckigen Pyramiden von Sayir, die um 60° gegeneinander
gedreht sind:
{\displaystyle \sigma _{\mathrm {I} }-{\frac {\alpha }{1+b}}(b\sigma _{\mathrm {II} }+\sigma _{\mathrm {III} })-\sigma _{\mathrm {eq} }=0}
{\displaystyle \alpha \sigma _{\mathrm {I} }-{\frac {1}{1+b}}(b\sigma _{\mathrm {II} }+\sigma _{\mathrm {III} })+\sigma _{\mathrm {eq} }=0}
mit {\displaystyle \alpha ={\frac {\sigma _{+}}{\sigma _{-}}}\in [0,1]} und {\displaystyle b={\frac {\tau \,(\sigma _{+}+\sigma _{-})-\sigma _{+}\sigma _{-}}{\sigma _{-}\,(\sigma _{+}-\tau )}}\in [0,1]}.
Mit {\displaystyle b=0} ergibt sich das Kriterium von Mohr-Coulomb (Single-Shear Theorie von Yu), mit {\displaystyle b=({\sqrt {3}}-1)/2\approx 0{,}366} das Pisarenko-Lebedev Kriterium und mit
{\displaystyle b=1} folgt die Twin-Shear Theorie von Yu (vgl. Pyramide von Haythornthwaite).
Die Querkontraktionszahlen beim Zug und beim Druck folgen als
{\displaystyle \nu _{+}^{\mathrm {pl} }={\frac {\alpha }{2}}}
{\displaystyle \nu _{-}^{\mathrm {pl} }={\frac {1}{2\alpha }}}

## Cosinus-Ansatz (Altenbach-Bolchoun-Kolupaev)
Oft werden die Festigkeitshypothesen unter Verwendung des Spannungswinkels
{\displaystyle \cos 3\theta ={\frac {3{\sqrt {3}}}{2}}{\frac {I_{3}'}{I_{2}'^{\frac {3}{2}}}}}
formuliert.
Mehrere Kriterien isotropen Materialverhaltens werden im Ansatz
{\displaystyle (3I_{2}')^{3}{\frac {1+c_{3}\cos 3\theta +c_{6}\cos ^{2}3\theta }{1+c_{3}+c_{6}}}=\displaystyle \left({\frac {\sigma _{\mathrm {eq} }-\gamma _{1}\,I_{1}}{1-\gamma _{1}}}\right)^{6-l-m}\,\left({\frac {\sigma _{\mathrm {eq} }-\gamma _{2}\,I_{1}}{1-\gamma _{2}}}\right)^{l}\,\sigma _{\mathrm {eq} }^{m}}
zusammengefasst.
Die Parameter {\displaystyle c_{3}} und {\displaystyle c_{6}} beschreiben die Geometrie der Fläche in der {\displaystyle \pi }-Ebene. Sie müssen die Bedingungen
{\displaystyle c_{6}={\frac {1}{4}}(2+c_{3}),\qquad c_{6}={\frac {1}{4}}(2-c_{3}),\qquad c_{6}\geq {\frac {5}{12}}\,c_{3}^{2}-{\frac {1}{3}}}
erfüllen, welche sich aus der Konvexitätsanforderung ergeben. In wird eine Verbesserung der dritten Bedingung vorgeschlagen.
Die Parameter {\displaystyle \gamma _{1}\in [0,1[} und {\displaystyle \gamma _{2}} beschreiben die Lage der Schnittpunkte der Fließfläche mit der hydrostatischen Achse (Raumdiagonale im Hauptspannungsraum). Diese Schnittpunkte werden hydrostatische Knoten genannt.
Für die Materialien, die unter der gleichmäßigen 3D-Druckbelastung nicht versagen (Stahl, Messing usw.), ergibt sich {\displaystyle \gamma _{2}\in [0,\gamma _{1}[}. Für die Materialien, die unter dem gleichmäßigen 3D-Druck versagen (harte Schäume, Keramiken, gesinterte Materialien), gilt {\displaystyle \gamma _{2}<0}.
Die ganzzahligen Potenzen {\displaystyle l\geq 0} und {\displaystyle m\geq 0},  {\displaystyle l+m<6} beschreiben die Krümmung des Meridians. Der Meridian ist mit {\displaystyle l=m=0} eine Gerade und mit {\displaystyle l=0} eine Parabel.